# 约斯塔·桑达尔
约斯塔·桑达尔（瑞典語：Gösta Sandahl，1871年—1952年），瑞典男子花样滑冰运动员，主攻单人滑。他曾代表瑞典参加世界花样滑冰锦标赛，获得二枚金牌、二枚银牌和二枚铜牌。